# Claude Bernard
Claude Bernard (Villefranche-sur-Saône, 12 luglio 1813 – Parigi, 10 febbraio 1878) è stato un fisiologo francese.

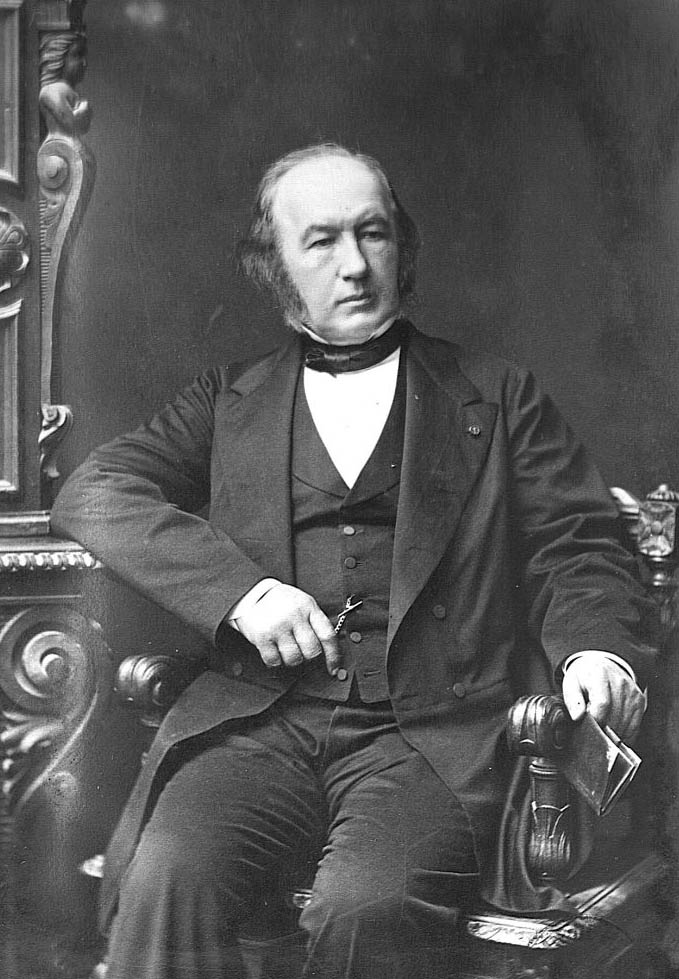
Claude Bernard

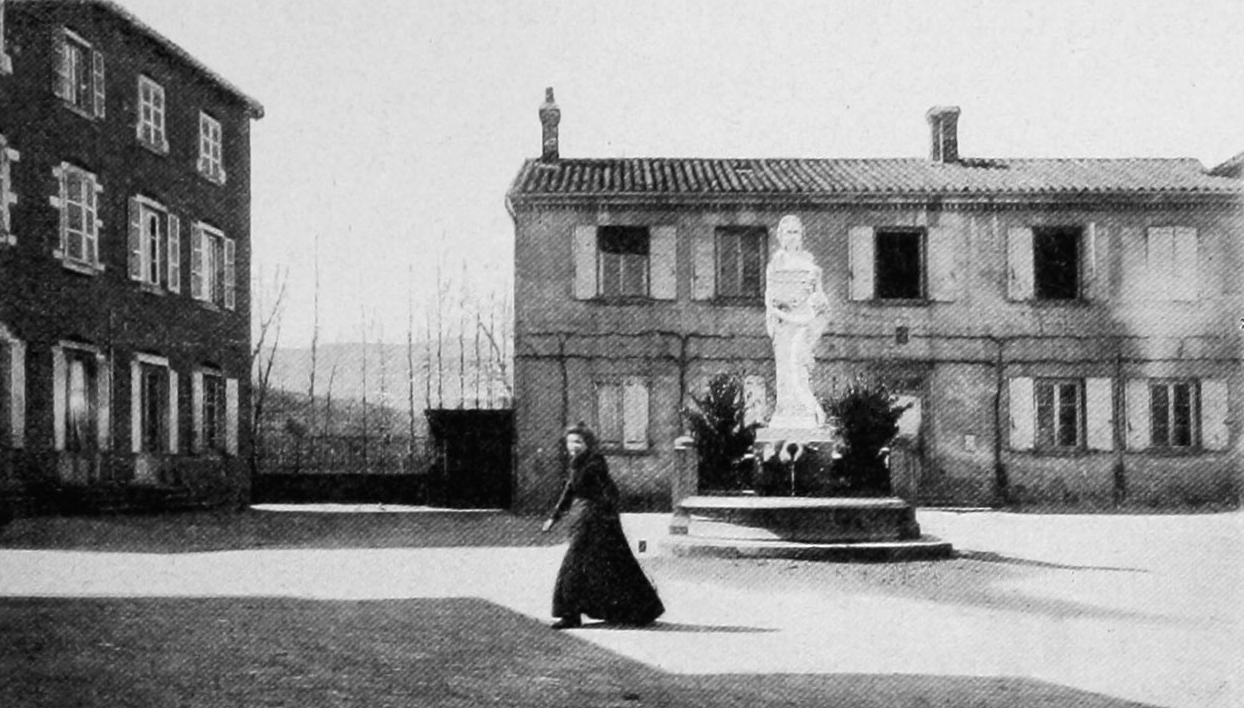
Saint-Julien - Il monumento di Claude Bernard

Considerato il fondatore della medicina sperimentale, gli si deve la nozione di mezzo interno e di omeostasi, fondamento della biologia moderna. Ha lasciato il suo nome alla Sindrome di Bernard-Horner.

## Biografia

### Infanzia
Claude Bernard nacque da Jean-François Bernard e Jeanne Saunie il 12 luglio 1813 nel piccolo villaggio francese di Saint Julien nel Beaujolais, nella regione del Rodano, dove suo padre, era commerciante di vini e proprietario Studiò i rudimenti del latino presso il curato del villaggio, poi cominciò gli studi classici dai gesuiti di Villefranche-sur-Saône, li terminò nel Collegio di Thoissey

### Il periodo a Lione
Dopo un fallimento agli esami di scuola superiore, raggiunse nel gennaio 1832 un compagno a Lione, e lavorò con lui nella stessa farmacia come assistente. La mancanza di efficacia di numerosi medicamenti gli ispirò disprezzo per la medicina. Il suo spirito rigoroso mal si adattava all'approssimazione della farmacologia dell'epoca, così cominciò a dedicarsi alla scrittura di una commedia vaudeville durante l'orario di lavoro. La commedia, intitolata Rose du Rhône, venne rappresentata a Lione, ma gli valse il licenziamento da parte del farmacista nel luglio 1833, quando si accorse che Bernard lavorava ad una seconda opera, un dramma in prosa, dal titolo Arthur de Bretagne

### Arrivo a Parigi
Grazie al sostegno della madre, Jeanne Saunier, Bernard entrò in contatto con il critico letterario Saint-Marc Girardin, che gli consigliò di abbandonare la scrittura (Bernard sognava di diventare un autore teatrale) e di fare un uso migliore delle sue capacità orientandosi verso la medicina.
La delusione lo spinse a riprendere lo studio e conseguire il diploma di scuola superiore nel 1834. I suoi genitori pagarono 1 800 franchi affinché fosse dispensato dal servizio militare, così che potesse avere la via libera per intraprendere lo studio della medicina a Parigi, ma egli fallì l'iscrizione come studente interno. Così, condividendo la sistemazione e la vita nel Quartiere latino con i suoi compagni Ernest-Charles Lasègue (il futuro neurologo) e Casimir Davaine (che collaborerà ai suoi primi lavori di microbiologia), visse modestamente a Parigi, rimborsando via via i suoi genitori grazie alle lezioni che teneva. 

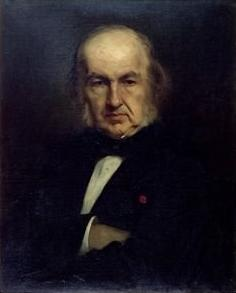
Charles August Mengin (1853-1933), ritratto di Claude Bernard

Egli fu particolarmente entusiasmato dalle lezioni di François Magendie al Còllege de France e divenne presto allievo del dermatologo Pierre Rayer e amico del futuro linguista Émile Littré. Superò il corso esterno nel 1839 e divenne studente interno da Rayer, poi assistente ricercatore (preparateur) di Magendie all'Hotel Dieu nel 1841. Svolse la tesi di dottorato sul succo gastrico e il glucosio nel 1843, ma la sua visione iconoclasta e modernizzatrice della ricerca non gli permise di trovare un posto.
Grazie al suo matrimonio ottenne alla fine il finanziamento necessario per proseguire le sue ricerche. Cominciò allora una carriera piena di scoperte e onori. Nel 1847 fu nominato supplente di Magendie nella cattedra di Medicina sperimentale del Collège de France. Nel 1848 ottenne il premio di Fisiologia generale per la scoperta delle funzioni digestive del pancreas. In questo periodo enunciò la celebre teoria della funzione glicogenica del fegato. Proseguì la sua ricerca in molti campi della fisiologia, il sistema nervoso, la circolazione, l'apparato digerente, ma la sua attività andava ben oltre. La sua carriera proseguì nell'ambito della ricerca e dell'insegnamento; egli annotava tutte le sue idee ed esperimenti in quaderni di appunti. Con Bernard la fisiologia divenne una disciplina autonoma. Egli si occupò anche di sistematizzare il metodo sperimentale adottato e partecipò al dibattito epistemologico dell'epoca. 

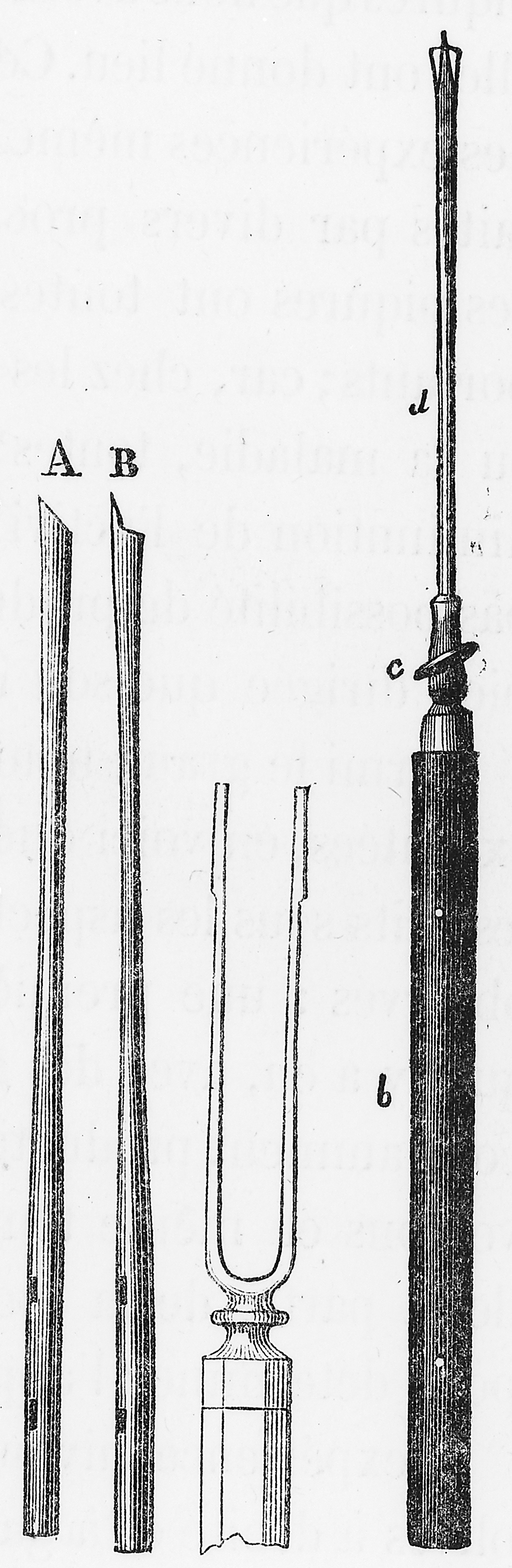
Strumenti di laboratorio per la puntura del IV ventricolo cerebrale

Bernard ricevette nel 1845, nel 1849 e nel 1851 il Premio per la fisiologia dell'Académie des sciences. Acquisì un secondo dottorato in Scienze naturali nel 1853, 
Nel 1855 succedette a Magendie nel Collége de France. Tra i suoi assistenti vi furono Paul Bert, Arsène d'Arsonval, Albert Dastre. Nello stesso anno divenne membro dell'Académie des sciences.
Nel 1861 ricevette il premio dell'Académie de Medecine.
Bernard fu quindi chiamato per occupare la neonata cattedra di fisiologia alla Sorbona. Qui però non gli era stato messo a disposizione alcun laboratorio. Napoleone III, dopo averlo incontrato nel 1864, sopperì a questa mancanza costruendo un laboratorio nel Museo nazionale di storia naturale di Francia nel Jardin des Plantes, e stabilendo un professorato, che Bernard accettò subito dopo aver lasciato la Sorbona nel 1868; lo stesso anno fu ammesso all'Académie française. 
Nel 1849, Bernard ricevette la Legion d'onore in riconoscimento del suo lavoro sulla funzione pancreatica.
Nel 1861 acquistò una casa borghese nel suo paese natale, Saint Julien. Da allora ritornava regolarmente nel Beaujolais per assietere alla vendemmia e riposarsi dall'attività tumultuosa di Parigi. Quando morì gli furono accordati i funerali di stato, un onore che mai prima d'allora la Francia aveva concesso a un uomo di scienza. Claude Bernard fu sepolto nel cimitero di Père-Lachaise a Parigi. In accordo con la sua visione scientifica e positivista egli si era sempre considerato agnostico.
Nel romanzo di Fëdor Dostoevskij I fratelli Karamazov Claude Bernard viene citato da uno dei personaggi, Mitja, come simbolo della scienza atea e nichilista.
Émile Zola, esponente della corrente letteraria del naturalismo, affermò che in letteratura bisognava riprendere gli stessi metodi scientifici di Bernard al fine di scandagliare le vicende umane con oggettività. Zola riprende larghi stralci di Un'introduzione allo studio della medicina sperimentale nel suo saggio Roman expérimentale del 1880. Bernard rappresentava per lui uno degli esponenti di punta dell'ambiente culturale nel cui temperie si stavano definendo i campi di studio e i metodi delle nascenti scienze umane

### Il matrimonio
Nel 1845 Claude Bernard sposò Fanny Martin, figlia di un ricco medico. Il matrimonio, combinato dagli amici dello scienziato, preoccupati per il fatto che egli non avesse ancora una situazione stabile, gli fornì le condizioni materiali per consacrarsi al suo lavoro di ricerca, ma gli varrà anche numerosi dispiaceri. La moglie infatti diverrà una militante della nascente associazione per la protezione degli animali (Société protectrice des animaux), reagendo alla sperimentazione animale che il marito ampiamente praticava in nome del progresso della medicina. Dalla loro unione nacquero quattro figli, dei quali solo due arrivarono all'età adulta: Jeanne-Henriette (1847-1923), chiamata Tony, e Marie-Louise (1849-1922), che vedranno pochissimo il padre. Rimaste nubili, entrambe consacrarono la loro vita alla cura e all'accoglimento degli animali nella loro casa di Bezons, compensando così il sacrificio degli animali del padre. Il 22 agosto 1870 i coniugi Bernard si separano ufficialmente.
Nel 1869 Claude Bernard incontrò Marie Sarah Raffalovich, una brillante giovane donna di origine russa, sposata e madre di tre figli. Da questo incontro nasce una lunga amicizia. Poliglotta (parla correntemente russo, tedesco e italiano) ella gli offrirà il suo sostegno per la traduzione dei suoi lavori e la loro diffusione all'estero; inoltre tradurrà per lui le opere straniere in francese. Con il suo ruolo di confidente la Raffalovich gli darà la possibilità di sollevarsi dall'impegno quotidiano di ricercatore votato alla scienza. In nove anni si scambiarolo quasi 500 lettere. Bernard le parla dei suoi umori, delle sue scoperte, si lamenta della salute fragile e delle vicissitudini della vita. Dai suoi soggiorni nel Beaujolais Bernard evoca la natura, i paesaggi, le vendemmie, i fiori, le attività della campagna e i benefici della solitudine. Alla sua morte madame Raffalovich farà parte degli intimi al suo capezzale.

## L'attività di ricerca

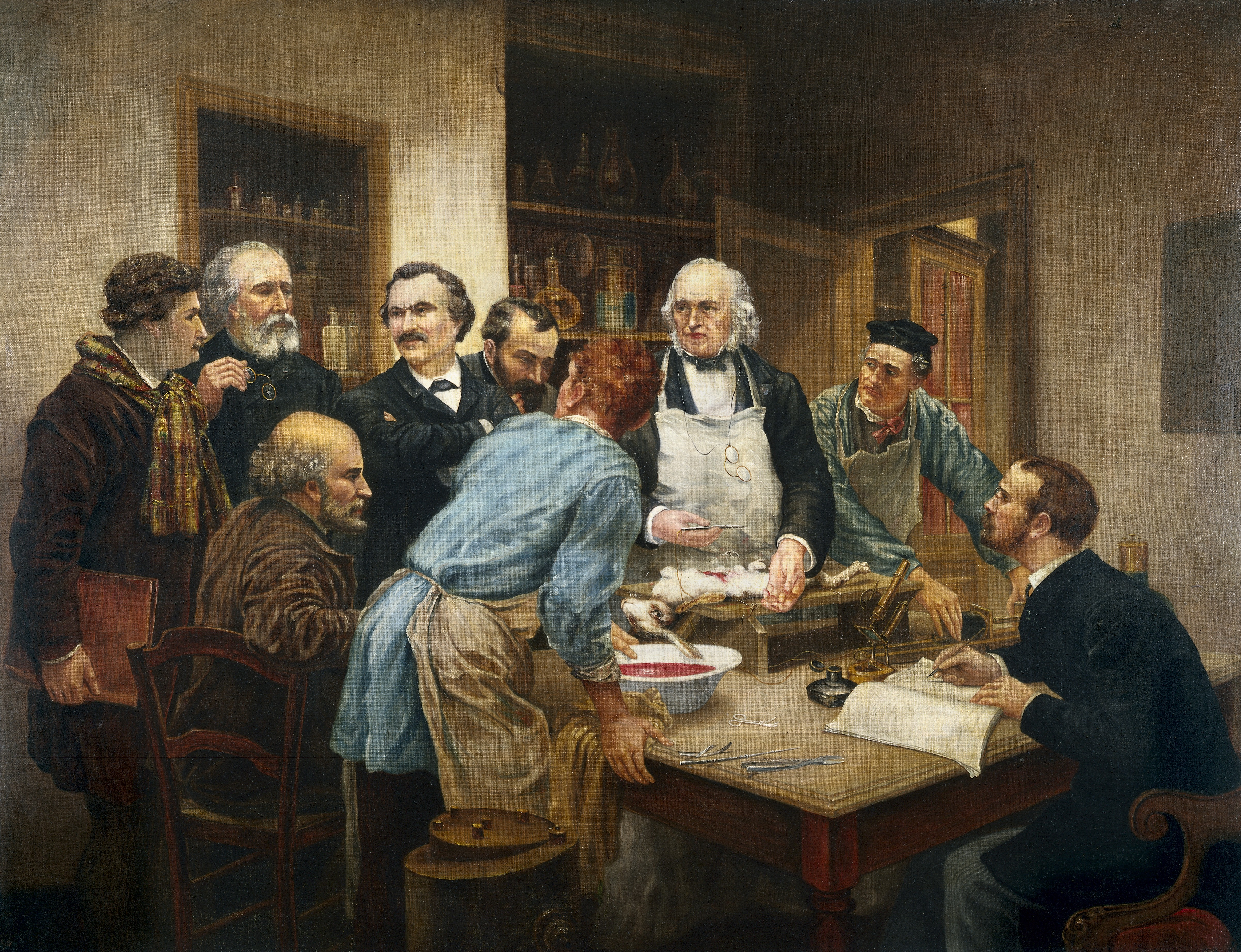
Léon-Augustin Lhermitte, Claude Bernard con i suoi allievi, 1889, Académie nationale de médecine. Da sinistra a destra: Nestor Gréhant, Victor Dumontpallier, Louis-Charles Malassez, Paul Bert, Arsène d'Arsonval, Claude Bernard, Le Père Lesage, Albert Dastre

In campo biologico Bernard si oppose sia alla teoria vitalista del suo tempo, sia al materialismo riduzionista; anticipò invece le teorie del novecento sulla complessità biologica con l'introduzione del concetto di mezzo interno. 
Egli fu anche scettico sull'introduzione di metodi statistici nelle sperimentazioni, fondando la sua ricerca solo sull'osservazione, sull'elaborazione di ipotesi e sull'esperimento. 
In campo medico si oppose sia al razionalismo puro sia all'empirismo radicale.
Il fine di Claude Bernard, come affermò con le sue stesse parole, era instaurare il metodo scientifico in medicina e biologia. Claude Bernard ha condiviso in questo modo lo spirito scientista del positivismo. Egli rifiutò alcune concezioni del passato, non dando nulla per scontato e facendo affidamento solo sugli esperimenti. Egli insistette sul fatto che la fisiologia di tutte le creature viventi è regolata dalle leggi della fisica e della chimica, come la materia inorganica.
Claude Bernard, per mezzo delle sue ricerche sperimentali, scoprì il ruolo della secrezione pancreatica nella digestione dei grassi (1848), il ruolo del fegato, oltre che nella secrezione esterna della bile, anche nella secrezione interna nel sangue del glucosio, originato dalla scissione del glicogeno (1848).
Nel 1849 dimostrò l'induzione del diabete con la puntura a livello della base del quarto ventricolo cerebrale. Egli interpretò questo risultato come dimostrazione dell'origine nervosa del diabete; in seguito fu dimostrato che l'iperglicemia così indotta era solo temporanea e che era la conseguenza della stimolazione del sistema nervoso simpatico.
In seguitò dimostrò l'aumento della temperatura cutanea dopo sezione dei nervi simpatici cervicali(1851), la liberazione di zucchero dal fegato lavato dopo l'asportazione (1855), l'isolamento del glicogeno (1857), la specificità del curaro nella paralisi della giunzione neuromuscolare (1856), il blocco della respirazione degli eritrociti da parte del monossido di carbonio (1857).

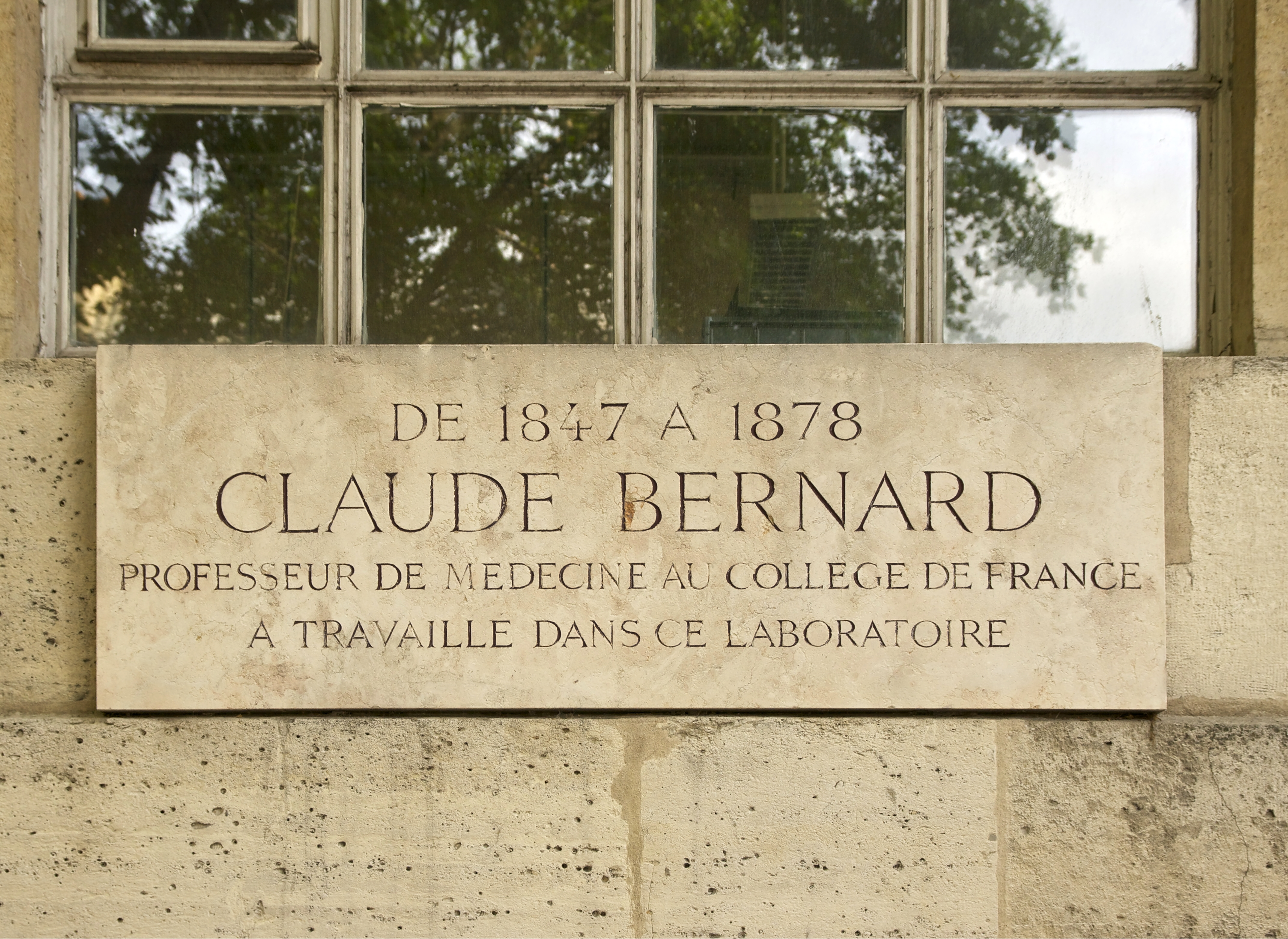
Targa commemorativa del laboratorio di Claude Bernard al Collège de France

Mentre, nel 1851, era occupato nell'esaminare gli effetti prodotti sulla temperatura di varie parti del corpo sezionando i nervi ad esse appartenenti, notò che la resezione del simpatico cervicale dava origine a una circolazione più attiva e a una pulsazione delle arterie più intensa in certe parti della testa, e qualche mese dopo osservò che l'eccitazione elettrica della porzione superiore del nervo tagliato aveva l'effetto contrario. In questo modo egli provò l'esistenza di nervi vaso-motori, sia vaso-dilatatori sia vaso-costrittori.
Bernard elaborò anche una teoria della narcosi, alla base della attuali concezioni in campo anestesiologico.
Claude Bernard, a partire dal 1850, creò un concetto fondamentale della biologia moderna, quello di "mezzo interno" (milieu interiéur). La "costanza del mezzo interno", che in seguito sarà definita omeostasi, è la condizione per l'affrancamento degli organismi superiori dal "mezzo esterno" (cioè dall'ambiente esterno in cui vive l'organismo).
Il concetto di omeostasi, ripreso nel XX secolo dal fisiologo statunitense Walter Bradford Cannon, sarà la base per lo sviluppo della cibernetica.
Claude Bernard è considerato come uno dei principali fondatori del metodo sperimentale ipotetico-deduttivo, sintetizzato spesso (e a volte irrigidito) nell'acronimo "OHERIC" (Observation, Hypothèses, Expérience, Résultat, Interprétation, Conclusion). È d'altronde un metodo incompleto a confronto con quello presentato nella Médecine Expérimentale: «Non si può proporre l'ipotesi senza aver posto il problema da risolvere, poiché un'ipotesi è una risposta possibile a una domanda suscitata da un'osservazione» e «L'esperienza testa la conseguenza verificabile dell'ipotesi»

## Milieu interieur
Il mezzo o ambiente interno (Milieu interieur) è il concetto chiave al quale Claude Bernard è associato. In seguito Walter Bradford Cannon lo identificò con il concetto di omeostasi
. Bernard spiegava che.

## La sperimentazione animale
Bernard praticò la vivisezione provocando il disgusto della moglie e delle due figlie, che un giorno tornando a casa avrebbero trovato che egli aveva vivisezionato il loro cane domestico.
La vivisezione divenne un problema di attualità con la pubblicazione del libro Introduction à l'étude de la médecine expérimentale. Nel terzo paragrafo della pubblicazione (De la vivisection) Bernard sosteneva che solo la sperimentazione sull'animale vivente poteva chiarire i meccanismi complessi della fisiologia come avvengono in un organismo. Egli esaminava minuziosamente il problema come si presentava nella sua epoca. In particolare affermava che:
 Bernard ricorda come in passato, nell'antica Persia, e poi Erofilo e Erisistrato praticassero sperimentazioni e vivisezione sui condannati a morte, pratica che ovviamente aborrisce. Poi cita gli esperimenti anatomici di Galeno sulle scimmie e sui maialini, che inaugurano la vivisezione animale a scopo scientifico. Con la nascita della Medicina scientifica la vivisezione sarà praticata da Graaf, Harvey, Aselli, Pecquet, Haller ecc. Con Magendie la sperimentazione animale diventa una procedura di studio «abituale e indispensabile»:
Bernard si chiede quando la sperimentazione è lecita sull'uomo:
D'altro canto Claude Bernard fu considerato uno sperimentatore insensibile e cinico da chi si opponeva alla pratica della vivisezione. La critica ai suoi metodi riguardava anche la stessa attendibilità dei risultati ottenuti con gli esperimenti e mutilazioni sull'animale vivente. 
Il suo biografo Pierre Mauriac, raccontando alcune conclusioni errate o contraddittorie che Bernard aveva derivato da alcuni esperimenti di vivisezione, affermava che: «All'origine dei suoi errori sta il culto cieco che Claude Bernard consacrava all'esperimento».

## Introduzione allo studio della Medicina sperimentale
Nella sua opera più importante sul metodo scientifico, l'Introduction à l´étude de la médecine experimental (1865), Bernard descrive che cosa rende valida una teoria scientifica e che cosa rende uno scienziato un vero scopritore. Al contrario di molti scrittori scientifici del suo tempo, Bernard scrive sui propri esperimenti e pensieri, e usa la prima persona.

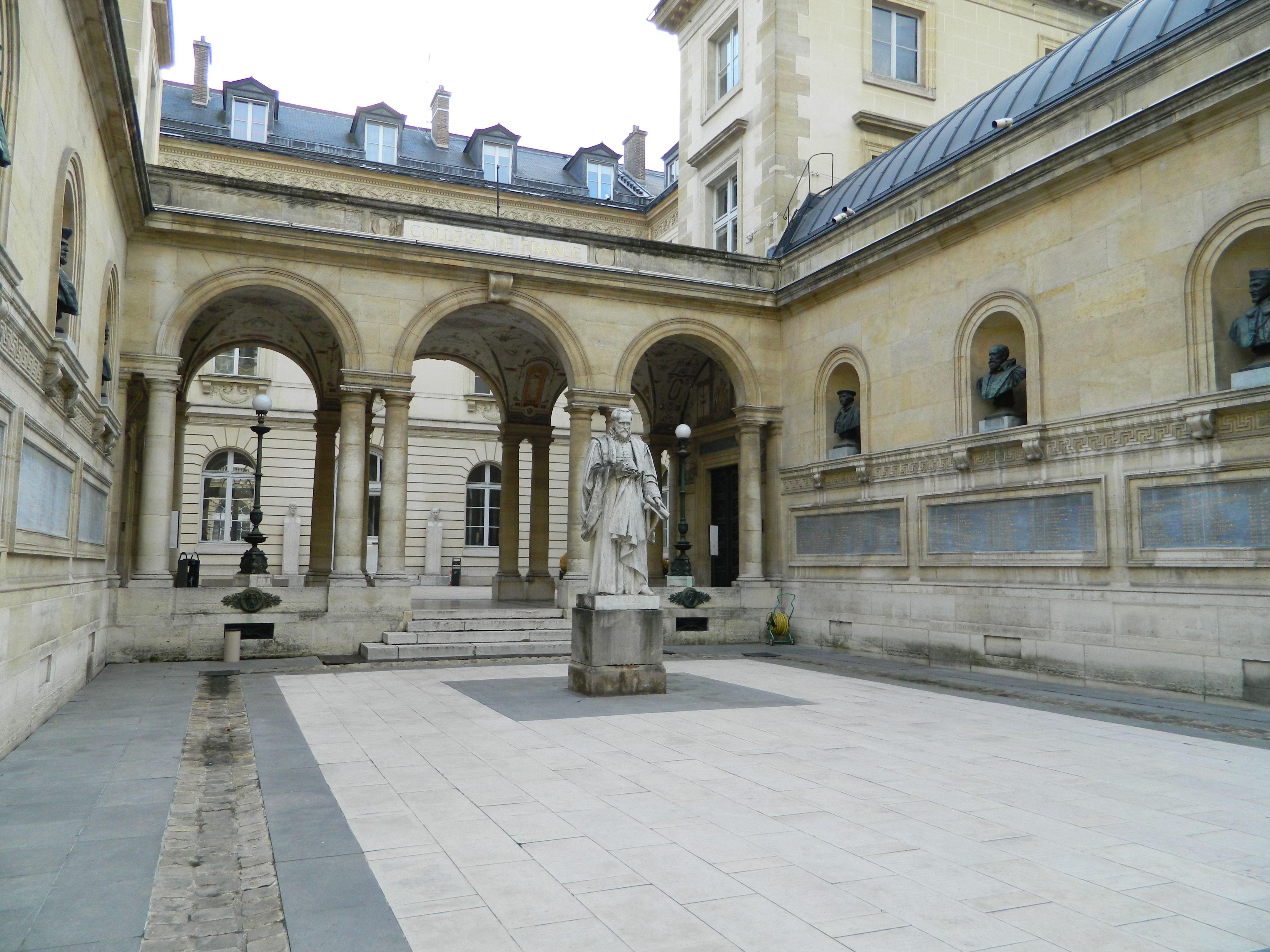
Collège de France, Paris

Noto e ignoto. Quello che rende importante uno scienziato, egli afferma, è come egli penetra nell'ignoto. In aree della scienza dove i fatti sono conosciuti da tutti, tutti gli scienziati sono più o meno uguali: non possiamo sapere chi è grande. Ma in aree della scienza ancora oscure e sconosciute si riconosce la grandezza: «Essi sono caratterizzati da idee che illuminano i fenomeni finora oscuri e fanno avanzare la scienza».
Autorità contro osservazione. È attraverso il metodo sperimentale che la scienza avanza, non attraverso l'acritica accettazione dell'autorità di fonti accademiche o scolastiche. Nel metodo sperimentale solo la realtà osservabile è la nostra autorità. Bernard scrive con fervore scientifico:
Induzione e deduzione. La scienza sperimentale è un costante interscambio tra teoria e fatto, induzione e deduzione. L'induzione, procedendo dal particolare al generale, e la deduzione, procedendo dal generale al particolare, non sono mai veramente separate. Una teoria generale e le nostre deduzioni teoriche da essa devono essere testate con esperimenti specifici progettati per confermare o negare la sua verità; mentre quei particolari esperimenti possono condurci a formulare nuove teorie.
Causa ed effetto. Lo scienziato tenta di determinare la relazione di causa ed effetto. Questo è vero per tutte le scienze: l'obiettivo è collegare un “fenomeno naturale” alla sua “causa immediata”. Noi formuliamo ipotesi che spiegano, come noi la vediamo, la relazione di causa ed effetto di quel fenomeno particolare. Testiamo le ipotesi. E quando un'ipotesi è provata, è una teoria scientifica. «Prima noi abbiamo solo tentativi ed empirismo».
Verifica e confutazione. Bernard spiega che cosa rende una teoria scientificamente valida o meno:
Quando abbiamo verificato di aver trovato la causa? Bernard stabilisce che:
Dobbiamo sempre cercare di confutare le nostre teorie. «Possiamo affermare solidamente le nostre idee solo cercando di distruggere le nostre conclusioni con contro-esperimenti». La sola autorità è la realtà osservabile. Se per mezzo dell'esperimento tu contraddici le tue conclusioni, devi accettare la contraddizione, ma solo a una condizione: che la contraddizione sia provata.
Determinismo e "medie". Nello studio della malattia,  «la causa reale ed effettiva deve essere costante e determinata, cioè unica; qualunque altra cosa sarebbe la negazione della scienza nella medicina». Infatti «un'applicazione molto frequente della matematica alla biologia è l'uso delle "medie"» (cioè la statistica) che può dare solo «apparente accuratezza». A volte le medie non danno il tipo di informazione necessario a salvare le vite. Per esempio:
Sebbene l'applicazione della matematica a ogni aspetto della scienza è l'obiettivo finale, la biologia è ancora troppo complessa e scarsamente conosciuta. Perciò per adesso l'obiettivo della scienza medica dovrebbe essere scoprire tutti i nuovi fatti possibili. L'analisi qualitativa deve sempre precedere l'analisi quantitativa.
Verità contro la falsità. Lo «spirito filosofico», scrive Bernard, è sempre attivo nel suo desiderio di verità.
Spiritualismo e materialismo. Bernard prende le distanze da ogni concezione filosofica della natura, che interpreti i fatti al di là dell'esperienza:

## Opere
Le opere originali di Claude Bernard sono disponibili in edizione digitale sul sito della Bibliothèque interuniversitaire de médecine et d'odontologie, Paris (BIUM) e sul sito della Bibliothéque nationale de France.
- Claude Bernard, Recherches anatomiques et phisiologiques sur la corde du tympan, pour servir à l´histoire de l´hémiplégie faciale, Paris, Impr. Bourgogne et Martinet, 1843.
- Claude Bernard, Du suc gastrique et de son rôle dans la nutrition, Paris, Tesis doctoral de la Facultad de Medicina, 1843.
- Claude Bernard, Recherches expérimentales sur le grand sympathique et spécialement sur l´influence de la section que ce nerf exerce sur la chaleur animale,, in Memoires de la Société de Biologie, n. 5, 1853.
- Claude Bernard, Leçons de physiologie expérimentale appliquée à la médecine, París, Baillière, 1855-1856.
- Claude Bernard, Leçons sur les effets des substances toxiques et médicamenteuses, = París, Baillière, 1857.
- Claude Bernard, Leçons sur la physiologie et la pathologie du système nerveux,, París, Collège de France, 1858.
- Claude Bernard, Leçons sur les propriétés physiologiques et les altérations pathologiques des liquides de l´organisme, París, J. B. Baillière, 1859.
- Claude Bernard, Leçons sur la matière glycogène du foie, Union médicale, 1859.
- Claude Bernard, Faculté des Sciences, physiologie générale. Cours année 1864, in Revue des Cours Scientifiques, París, Baillière, 1864.
- Claude Bernard, Introduction à l´étude de la médecine experimental, París, Collège de France, 1859-1976.
- Claude Bernard, Leçons sur les propriétes des tissus vivants, París, Sorbonne, 1866.
- Claude Bernard, Rapport sur les progrés des lettres et des sciences en France, París, Imprimerie Impériales, 1867.
- Claude Bernard, Leçons de pathologie expérimentale, París, J. B. Baillière, 1872.
- Claude Bernard, De la physiologie générale, París, Hachette, 1872.
- Claude Bernard, Leçons sur les anesthésiques et sur l´asphyxie. Cours de médecine du Collège de France, París, Baillière, 1875.
- Claude Bernard, Leçons sur la chaleur animale, sur les effets de la chaleur et sur la fièvre, París, Baillière, 1876.
- Claude Bernard, Leçons sur la diabète et la glycogènese animale, Cours de médecine du Colège de France, París, Baillière, 1877.
- Claude Bernard, La Science Expérimentale, París, Baillière, 1878.
- Claude Bernard, Leçons sur les phénomènes de la vie communs aux animaux et aux végétaux, París, Librairie philosophique J. Vrin, 1866.
- Claude Bernard, Leçons de physiologie opératoire, París, Baillière, 1877.
- Claude Bernard, Pensées. Notes détachées, París, Baillière, 1937.
- Claude Bernard, Philosophie. Manuscrit inédit, París, Haitier-Boivin, 1954.
- Claude Bernard, Cahier rouge, París, Gallimard, 1942.
- Claude Bernard, Cahier de notes, París, Gallimard, 1850-1860. Présenté et commenté par M. D. Grmek, avec une préface de Robert Courrier. In: Revue d'histoire des sciences et de leurs applications, tome 19, nº4, 1966. pp. 405–406
- Claude Bernard, Lettres Beaujolaises, Villefranche sur Saôna, Éditions du Cuvier, 1945.